# Aphilodon pauciporus
Aphilodon pauciporus är en mångfotingart som beskrevs av Lawrence 1963. Aphilodon pauciporus ingår i släktet Aphilodon och familjen Aphilodontidae. Inga underarter finns listade i Catalogue of Life.